# Amerila nigrivenosa
Amerila nigrivenosa är en fjärilsart som beskrevs av Karl Grünberg 1910. Amerila nigrivenosa ingår i släktet Amerila och familjen björnspinnare. Inga underarter finns listade i Catalogue of Life.